# Praterstern (métro de Vienne)
Praterstern (en allemand : U-Bahn-Station Praterstern) est une station de correspondance de la ligne U1 et de la ligne U2 du métro de Vienne. Elle est située sur le territoire de Leopoldstadt, IIe arrondissement de Vienne en Autriche.
Elle est également en correspondance avec la gare de Vienne-Praterstern.

## Situation sur le réseau

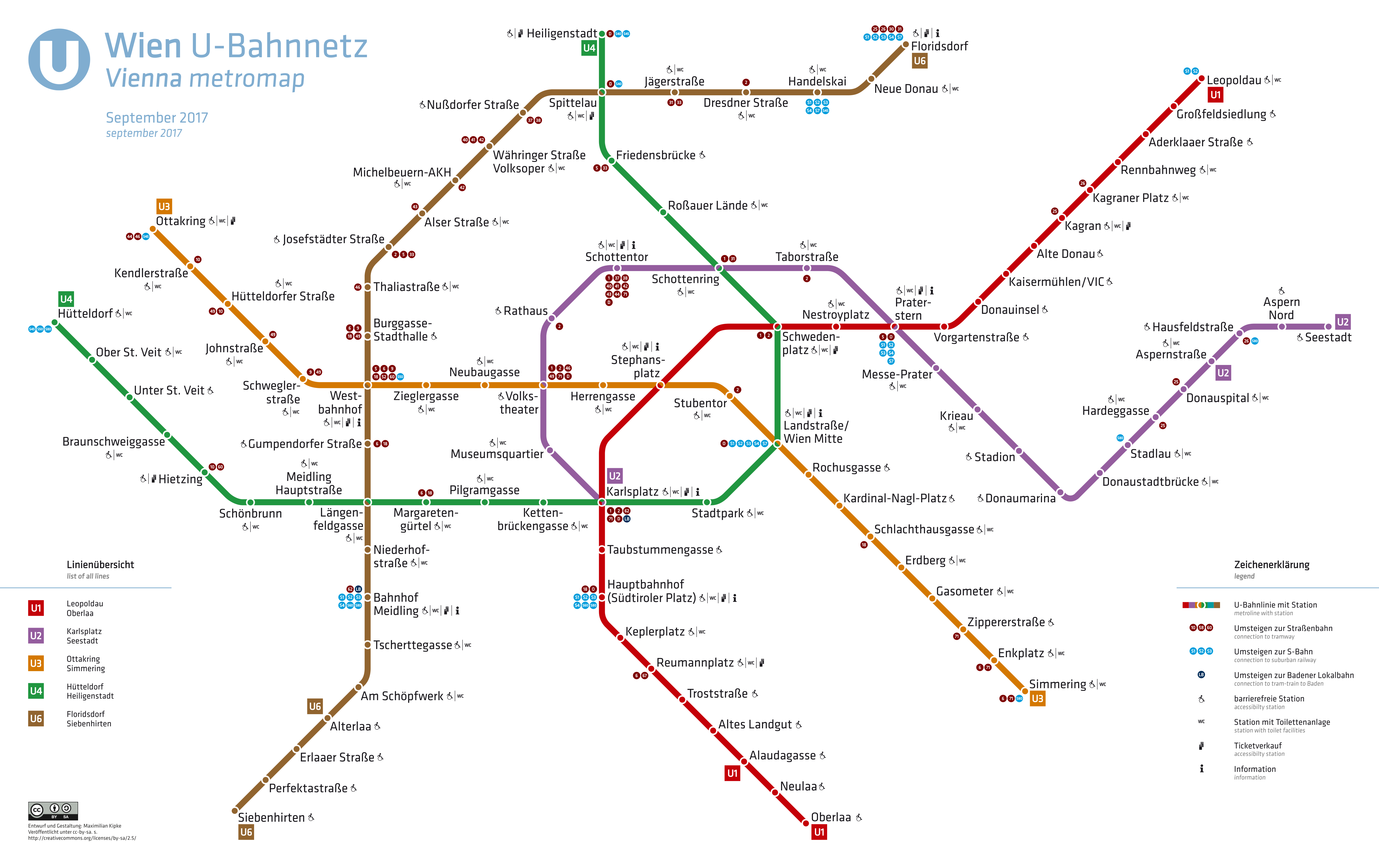
Plan du métro (2017).

Établie en souterrain, Praterstern est une station de correspondance du métro de Vienne, elle comporte deux sous-stations :
Praterstern U1, de la ligne U1 du métro de Vienne, située entre la station Nestroyplatz, en direction du terminus sud Oberlaa, et la station Vorgartenstrasse, en direction du terminus nord Leopoldau. Elle dispose d'un quai central encadré par les deux voies de la ligne ;
Praterstern U2, de la ligne U2 du métro de Vienne, située entre la station Messe-Prater, en direction du terminus est Seestadt, et la station Taborstrasse, en direction du terminus ouest Karlsplatz. Elle dispose d'un quai central encadré par les deux voies de la ligne ;

## Histoire
La station Praterstern U1 est mise en service le 28 février 1981, lors de l'ouverture à l'exploitation du prolongement de Nestroyplatz à Praterstern. Elle devient une station de passage le 3 septembre 1982, lors de l'ouverture du prolongement suivant jusqu'à Kagran.
La station Praterstern U2 est mise en service le 10 mai 2008, lors de l'ouverture à l'exploitation de la section, de la ligne U2, de Schottenring à Stadion.

## Services aux voyageurs

### Accès et accueil

Installations
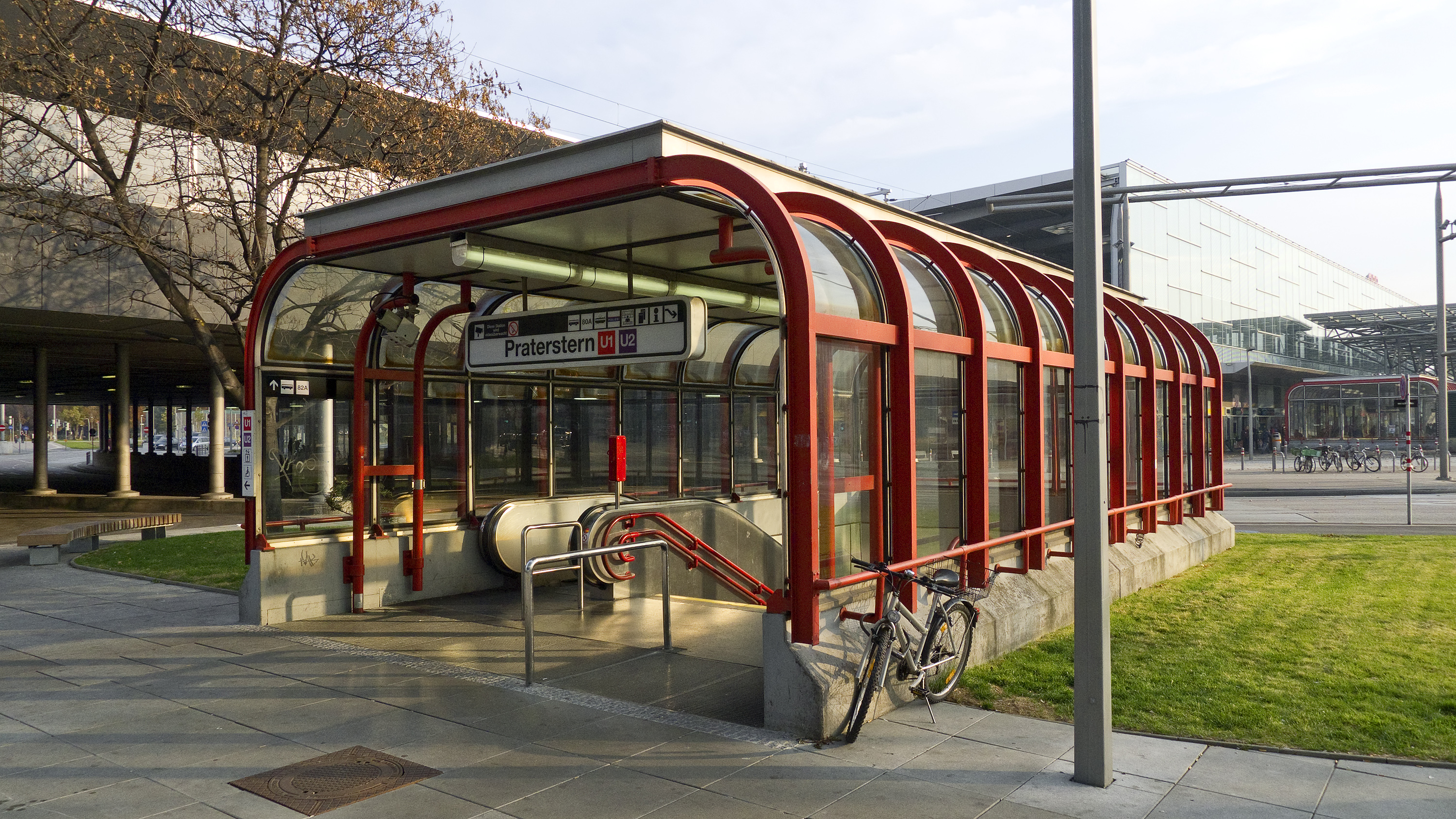
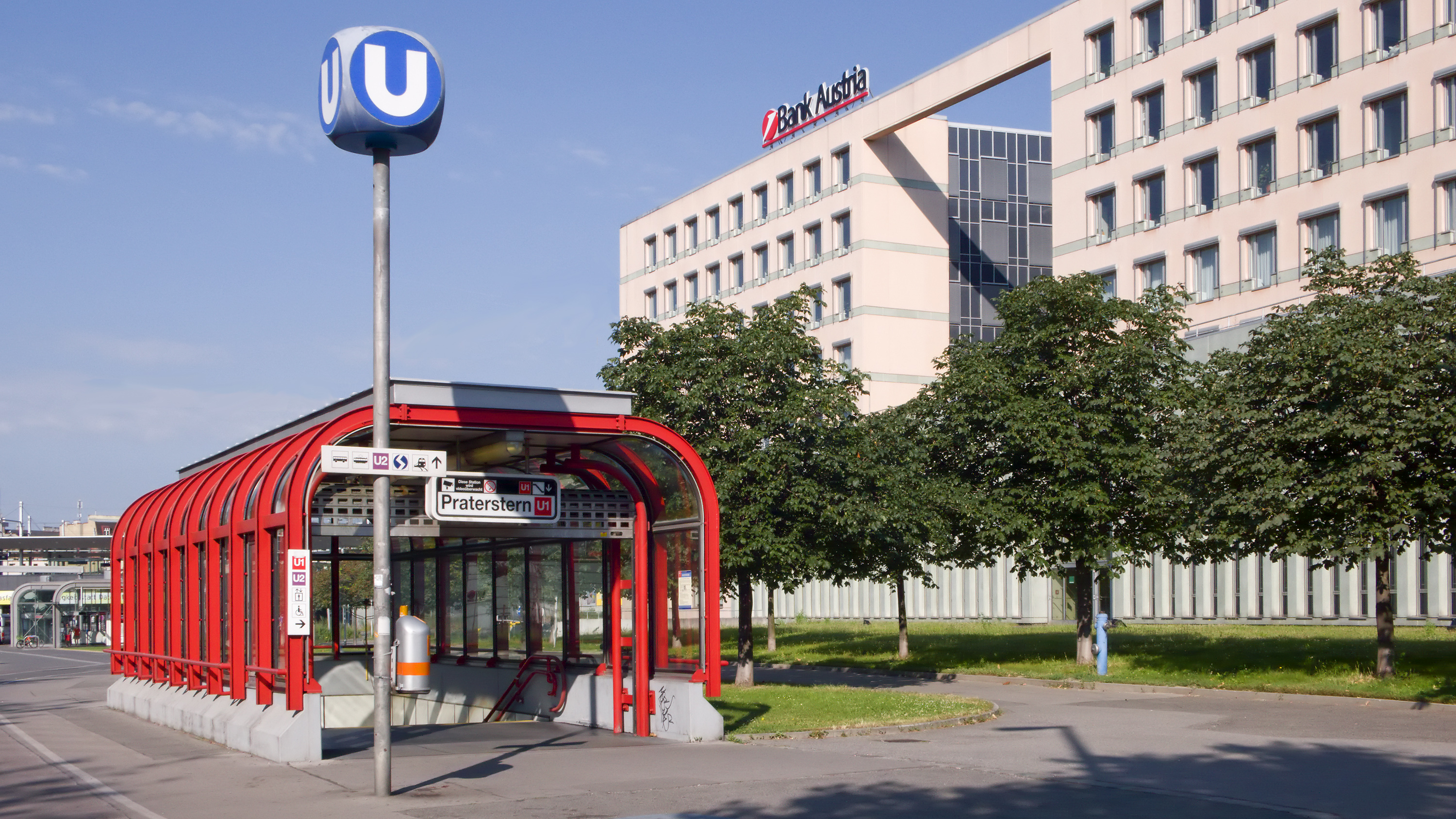
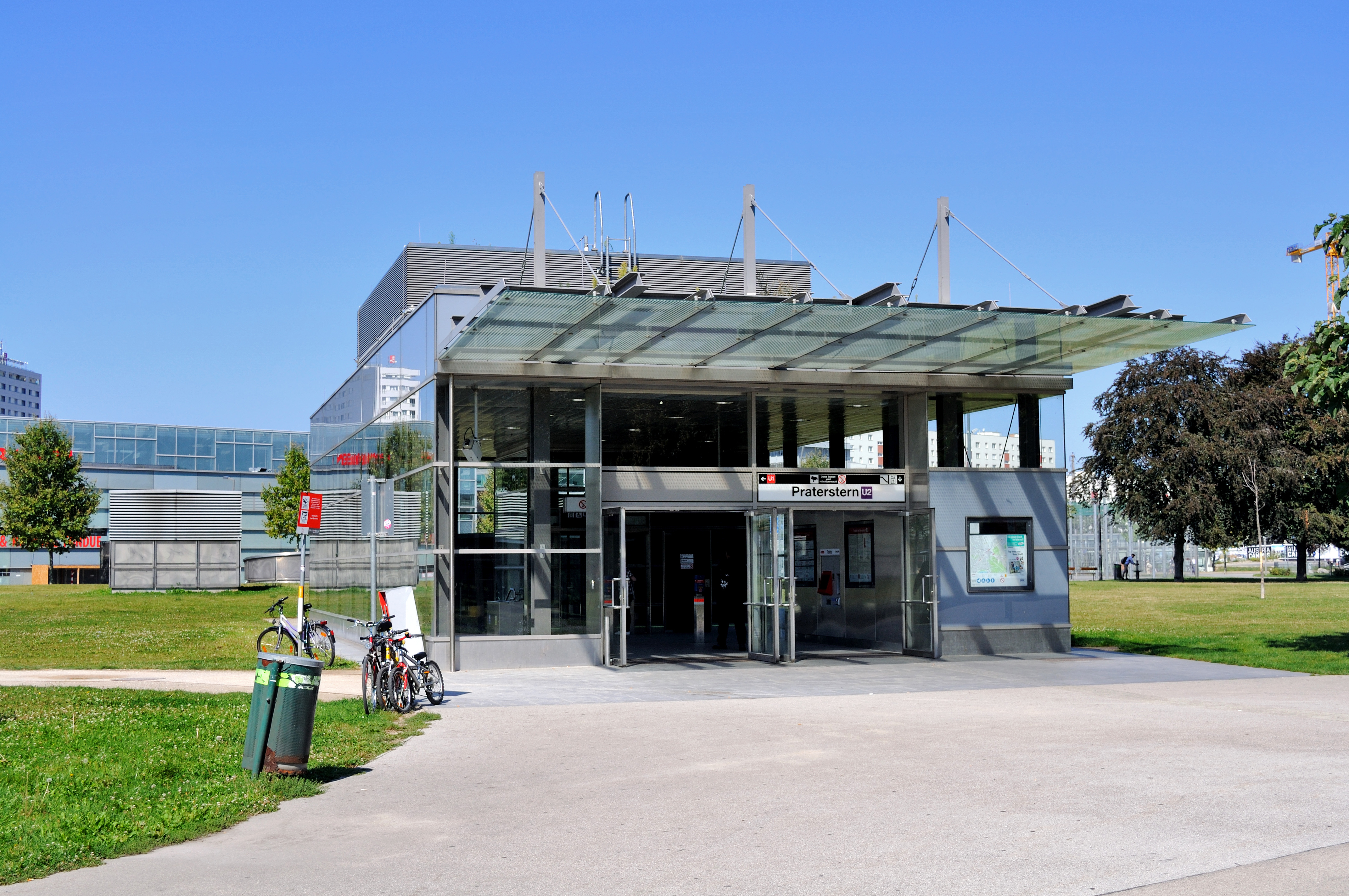

### Desserte

Praterstern U1
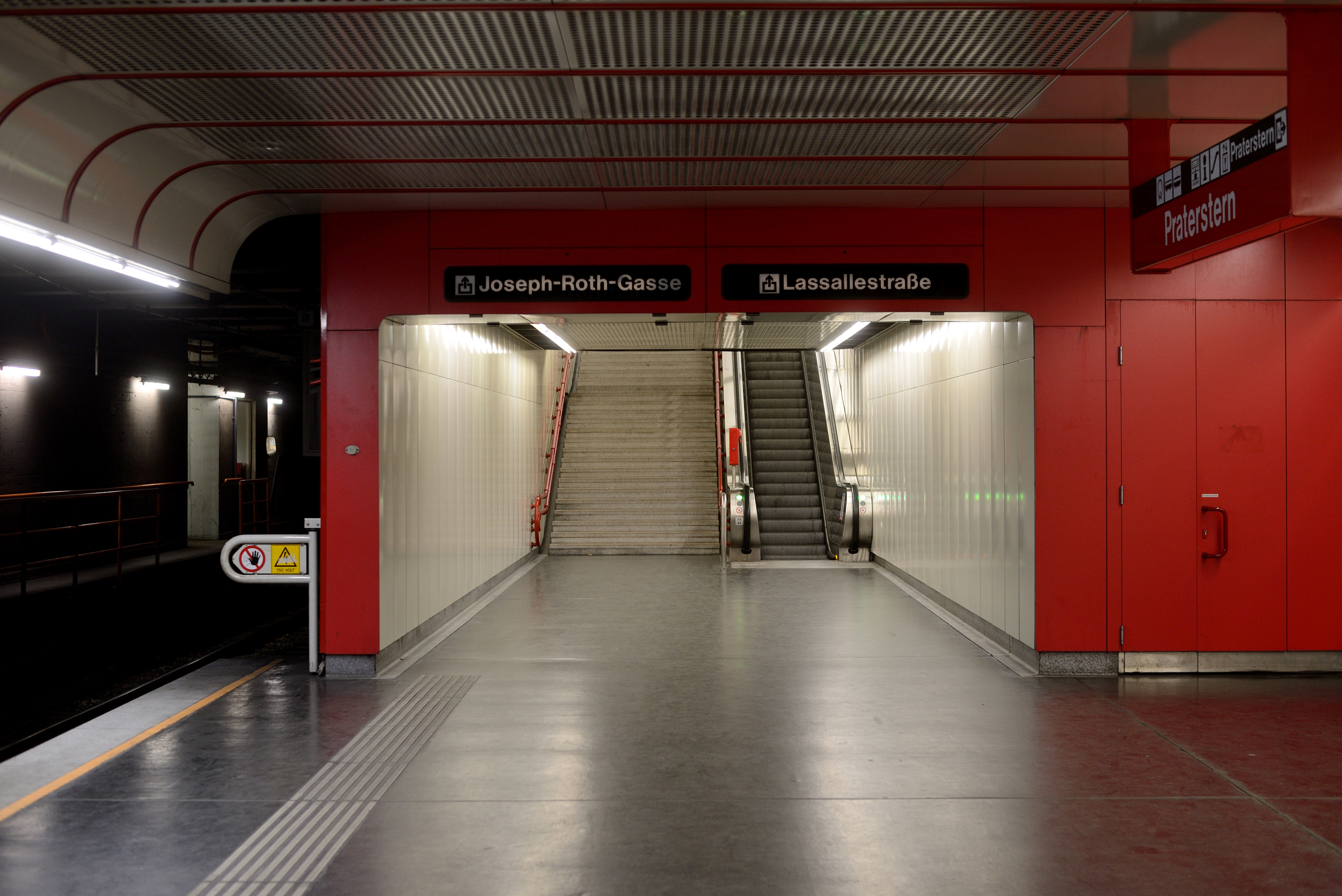
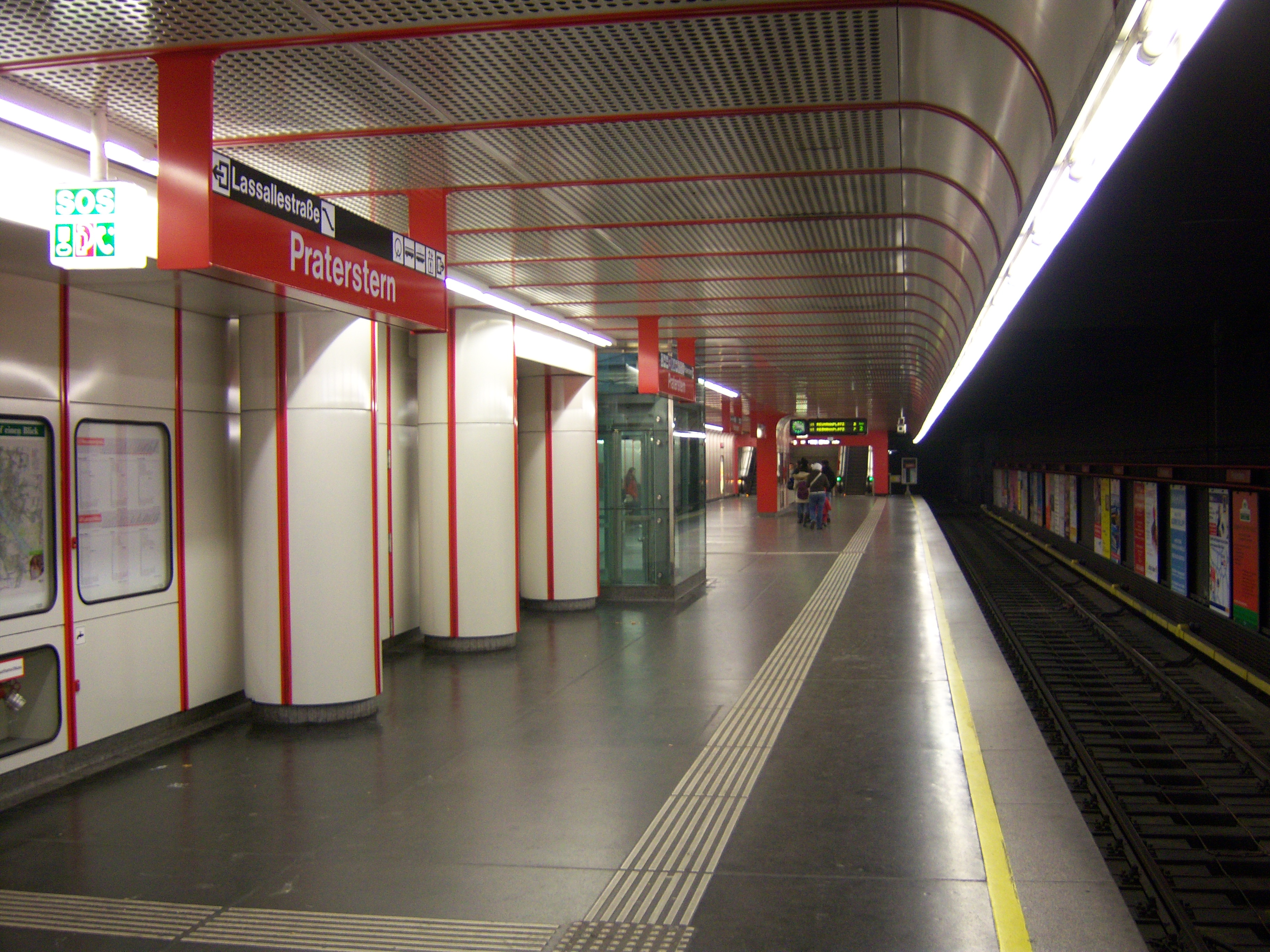
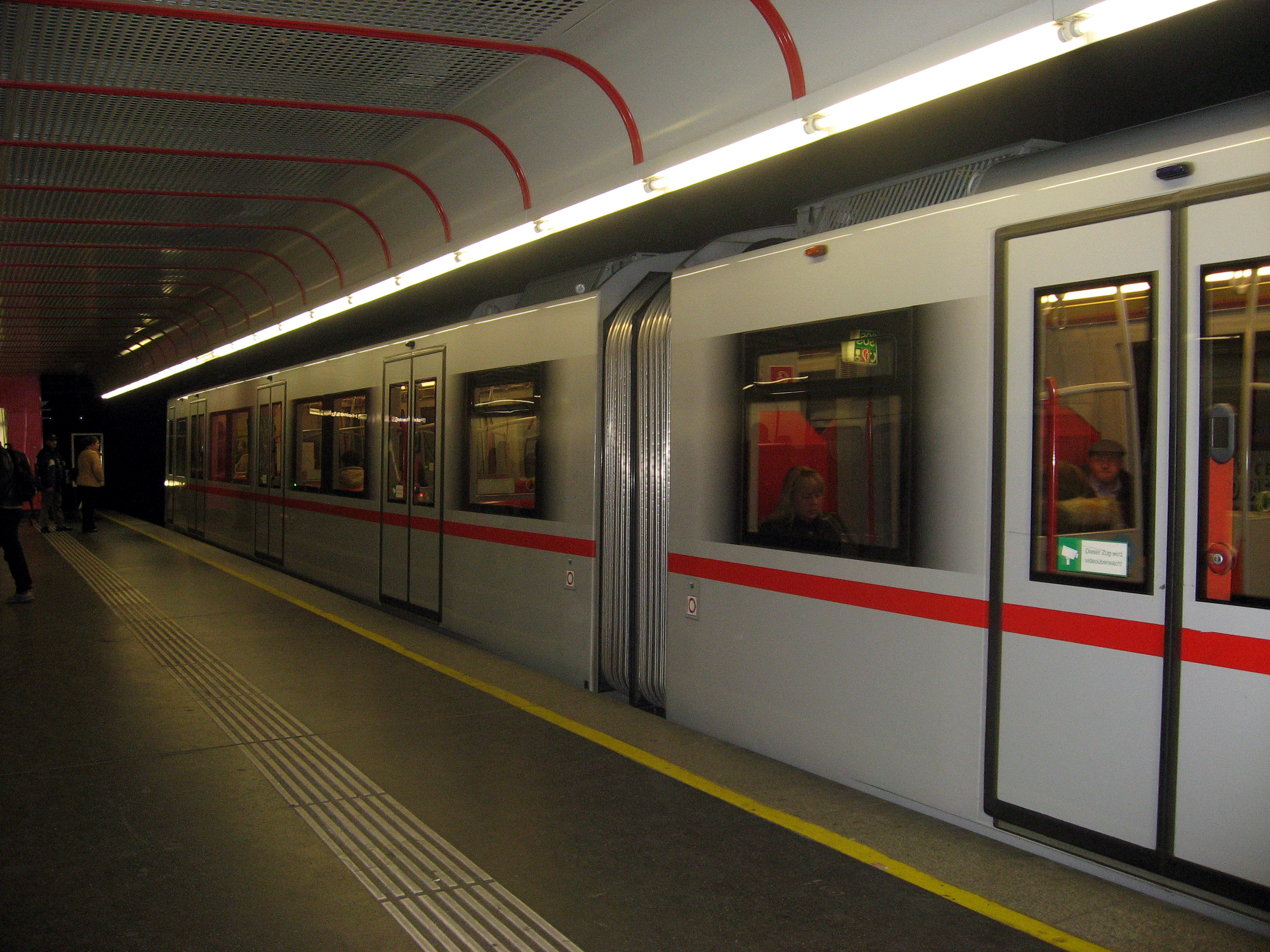

Praterstern U2
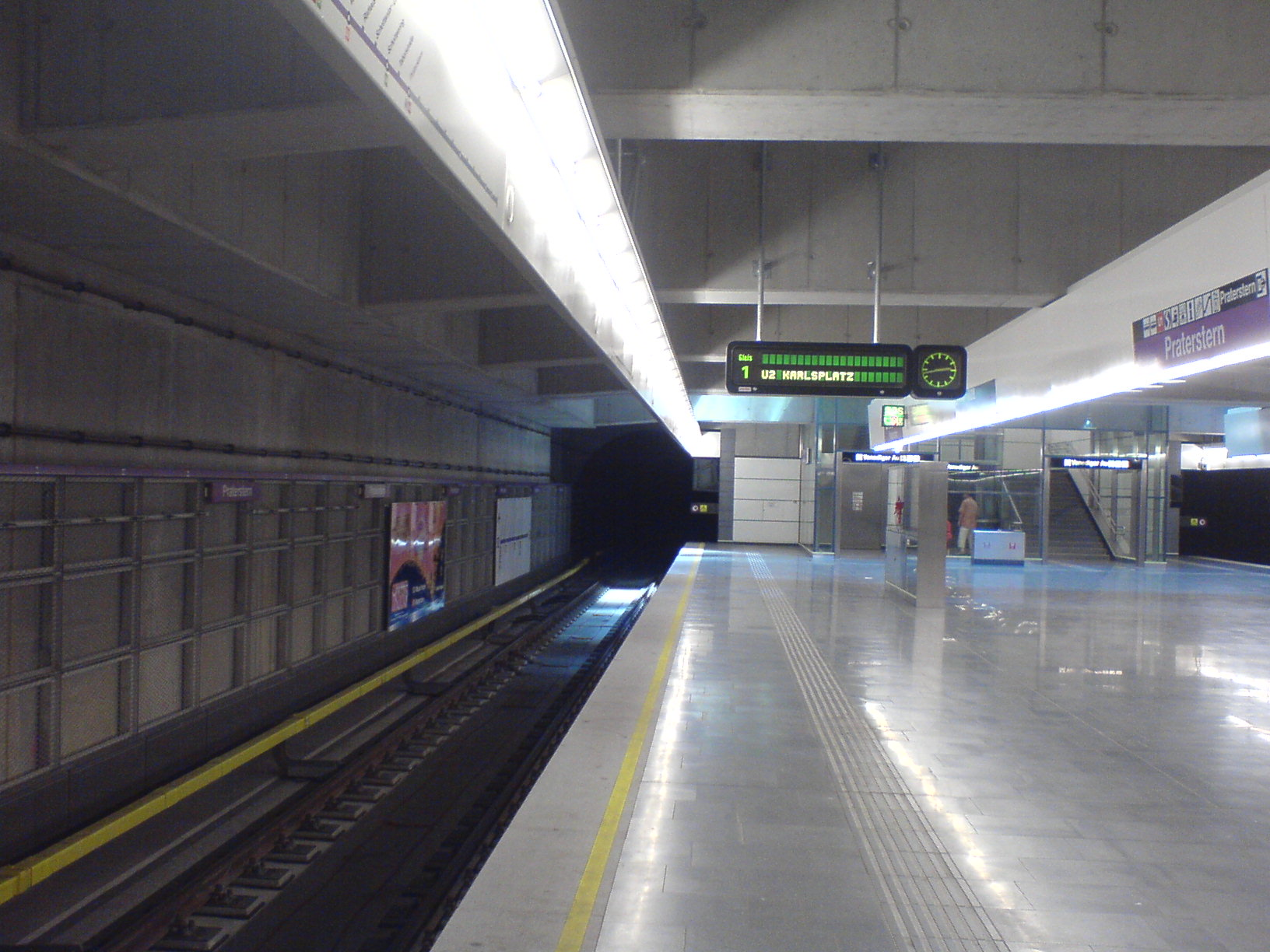
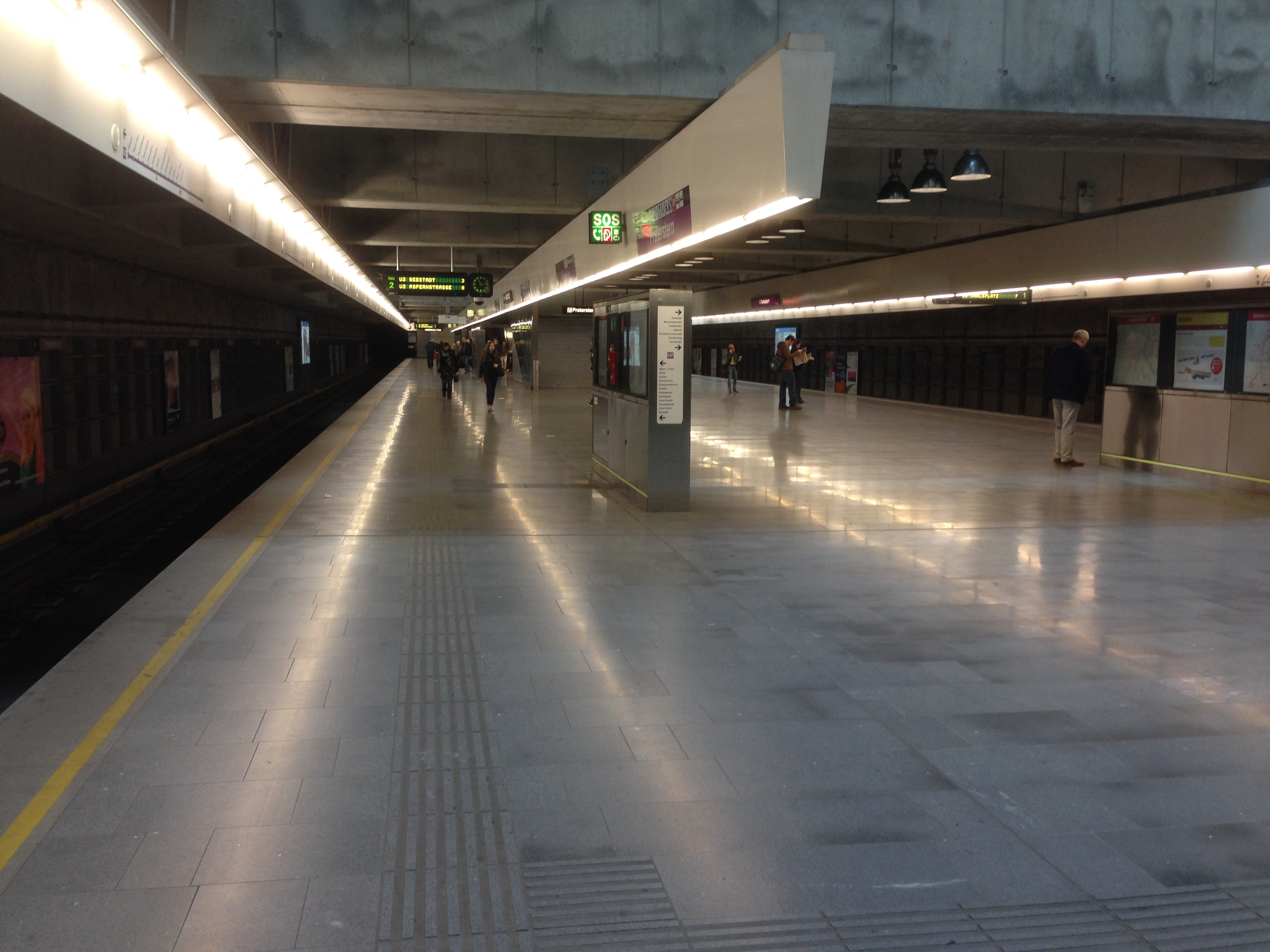
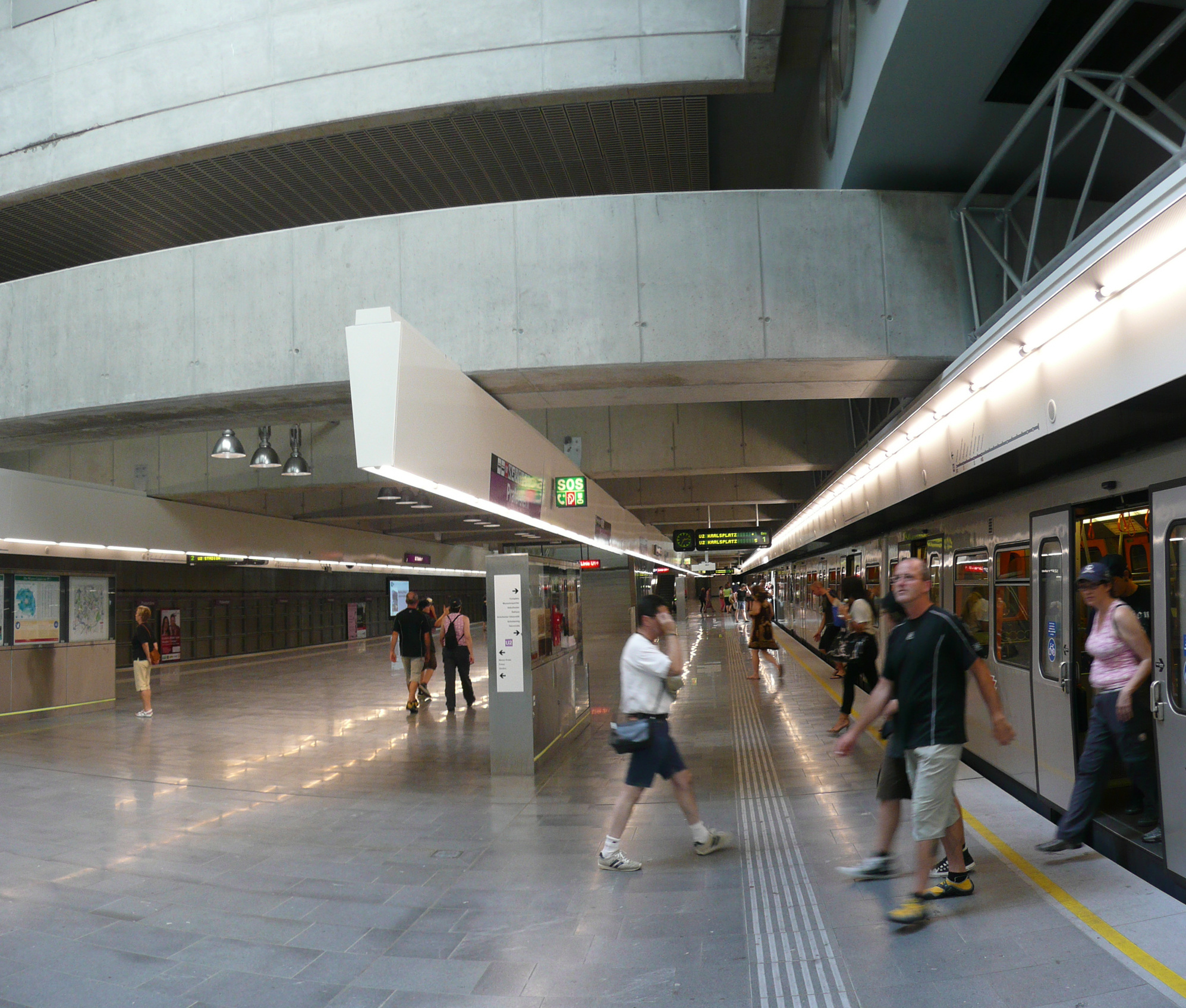